# Заоникиева пустынь
Заони́киева (Заони́киевская) Богоро́дице-Влади́мирская пу́стынь — мужской монастырь Вологодской епархии Русской православной церкви, расположенный в деревне Лучниково Вологодского района Вологодской области.

## История
23 июня 1588 года крестьянин Илларион Амвросимов обрёл образ Богородицы в 14 вёрстах к северу от Вологды и в двух вёрстах от большой Кирилловской дороги, в низкой лощине между деревнями Лусниково и Обухово. Этот образ стали называть Заоникиевским из-за того, что это место за Оникиевом лесом, который отделял монастырь от соседних селений. Сам лес, в свою очередь, был назван по имени Оники или Аники, занимавшегося разбоем на большой Кирилловской дороге. Илларион поставил на месте явления иконы Животворящий Крест и устроил часовню, где поместил новоявленный образ. От иконы стали совершаться чудеса. Епископ Вологодский и Великопермский Антоний повелел устроить в этом месте монастырь. Илларион постригся в монашество с именем Иосиф, но начальствовать в пустыни отказался, и первым игуменом стал старец Силуан.
В 1720 году был построен каменный Троицкий храм, освящённый во имя Пресвятой Троицы. В нём были также приделы в честь Алексия, человека Божия, и преподобного Иосифа Заоникиевского.
Монастырь не имел особого благосостояния. В 1764 году в связи с секуляризационной реформой Екатерины II и введении монастырских штатов монастырь был оставлен заштатным. Со второй половины XIX века монастырь стал материально укрепляться. Были воздвигнуты храм в честь Владимирской иконы Божией Матери, освящённый 19 сентября 1882 года, храм в честь благоверного князя Александра Невского, освящённый 22 октября 1878 года, каменная ограда с башнями, келейные корпуса. Для паломников был выстроен каменный двухэтажный корпус, для странников — странноприимный дом. Из города Вологды до монастыря была построена шоссейная дорога. В монастыре были построены две колокольни со множеством колоколов, самый большой весил около пяти тонн. Стены главного храма были украшены росписями, купола — позолоченными звёздами. При монастыре имелась школа (с 1889 года), богадельня, была развита хозяйственная жизнь.
Дважды в году проводились крестные ходы. Первый совершался 23 июня (по старому стилю) из церкви святителя Василия Великого деревни Едки в семи вёрстах от монастыря, где было явление целителя Космы крестьянину Иллариону (по постригу — Иосифу). Второй совершался 21 сентября (по старому стилю) из монастыря до часовни в деревне Обухово к месту дома, где родился преподобный Иосиф Заоникиевский.
В 1918 году игумен Марк в отчёте писал: «В хозяйственном отношении обитель находится в самом жалком положении. Все земли, принадлежавшие ей, с живым и мертвым инвентарём, взяты коммуной. Нет ни лошади ни коровы. Обитатели обители постоянно терпят оскорбления от коммунистов, выражающихся в постоянных придирках к братии, доносах. Они ругаются самыми скверными словами и часто в горячке угрожают убить. Обители нет спокойствия от постоянных обысков, а равно и возводимых обвинений в агитации и чтении будто бы воззваний и т. п.»
В 1921 году Заоникиевский монастырь был закрыт советской властью. В 1930-е годы в нём было «спецпоселение» для сосланных крестьян, вероятно, из Западной Украины и Белоруссии, которых местное население называло «крестоватики». На свою родину ни один из них не вернулся. Местные жители, которые пытались им помочь, подвергались репрессиям.
В начале Великой Отечественной войны на территории монастыря был размещён 740-й лётный отряд: здесь ремонтировали, собирали и «обкатывали» самолёты перед отправкой на фронт. В 1944 году во время испытания разбился самолёт, погибли пятеро лётчиков.
В 1964 году было решено организовать на территории монастыря вспомогательную школу для детей-сирот и умственно отсталых детей. Первым директором стал Алфей Смирнов. Будучи сыном позолотчика куполов, он внёс вклад в восстановление и благоустройство территории бывшего монастыря. Его заботами ремонтировались заброшенные, полуразрушенные здания, были пристроены переход и столовая, проведён водопровод, заложен сад и огород, подсобное хозяйство. Однако во Владимирском храме, где покоились мощи преподобного Иосифа, Антония и Иоанникя Заоникиевских, была устроена котельная. Часть храма отвели под угольный склад, а топки располагались над святыми мощами, был завален шлаком и углём алтарь, безвозвратно утрачена роспись купола.
В постсоветское время здания монастыря находились в ведении администрации Вологодского района; из-за нехватки денег у администрации Вологодского района корпуса и постройки монастыря находятся в полуразрушенном аварийном состоянии. На ремонт ветшавших зданий деньги не выделялись. В храме в честь Владимирской иконы Божией Матери находится котельная, на месте алтаря — угольные кучи. В бывшем братском корпусе располагается школа-интернат коррекционного вида. В тёплое время года монахи Спасо-Прилуцкого Дмитриева монастыря совершали молебны во Владимирском храме.
Весной 2018 года было принято решение перевести Заоникиевскую специальную (коррекционная) школу-интернат в посёлок Уткино.
4 мая 2018 года управляющий Вологодской епархией митрополит Вологодский и Кирилловский Игнатий (Депутатов) издал указ об образовании архиерейского подворья «Заоникиева Богородице-Владимирская мужская пустынь». Настоятелем был назначен иеромонах Никандр (Пилишин).
10 мая митрополит Игнатий и глава Вологодского района Сергей Жестянников осмотрели бывшие храмы монастыря и сохранившиеся здания. После этого глава Вологодского района принял решение передать комплекс зданий Русской православной церкви, что было обусловлено несколькими причинами: здания, где проходили занятия, требовали ремонта, старая котельная, по оценкам специалистов, не выдержала бы ещё одного отопительного сезона, а полуразрушенные строения были небезопасны для детей.
После этого пятеро насельников монастыря приступили к ремонтным работам, в чём им стали помогать трудники, паломники и жители окрестных деревень. В первую очередь стали восстанавливать Владимирский храм, убрав котельную: по словам настоятеля: «главное — возродить церковь. Думаю, мы лучше будем мерзнуть, а храм обустроим». Но так как начать богослужения сразу там было невозможно, была обустроена церковь Александра Невского на втором этаже братского корпуса, где ранее располагался спортивный зал. 13 августа 2018 года митрополит Игнатий впервые после возрождения монастыря совершил всенощное бдение и монашеский постриг.
30 мая 2019 года Священный синод Русской православной церкви постановил вновь открыть Заоникиевскую пустынь, назначив её игуменом иеромонаха Николая (Ананьева). 8 июня 2019 года в монастырь прибыл митрополит Вологодский и Кирилловский Игнатий и в храме Александра Невского совершил чин поставления иеромонаха Николая (Ананьева) в управление Заоникиевым монастырём с вручением игуменского посоха.
13 апреля 2021 года Священный синод освободил Николая (Ананьева) от должности игумена мужского монастыря Заоникиева Богородице-Владимирская пустынь деревни Лучниково Вологодского района Вологодской области.
14 июля 2024 года, в день памяти всех Преподобных отцов Вологодских в подвиге просиявших в вологодском Софийском кафедральном соборе состоялся чин прославления новообретенных святых мощей преподобных Иосифа, Антония и Иоанникия Заоникиевских.
20 марта 2025 года Священный синод назначил игуменом монастыря иеромонаха Лавра (Архипова).